# Vidal Gormaz (AGOR-60)

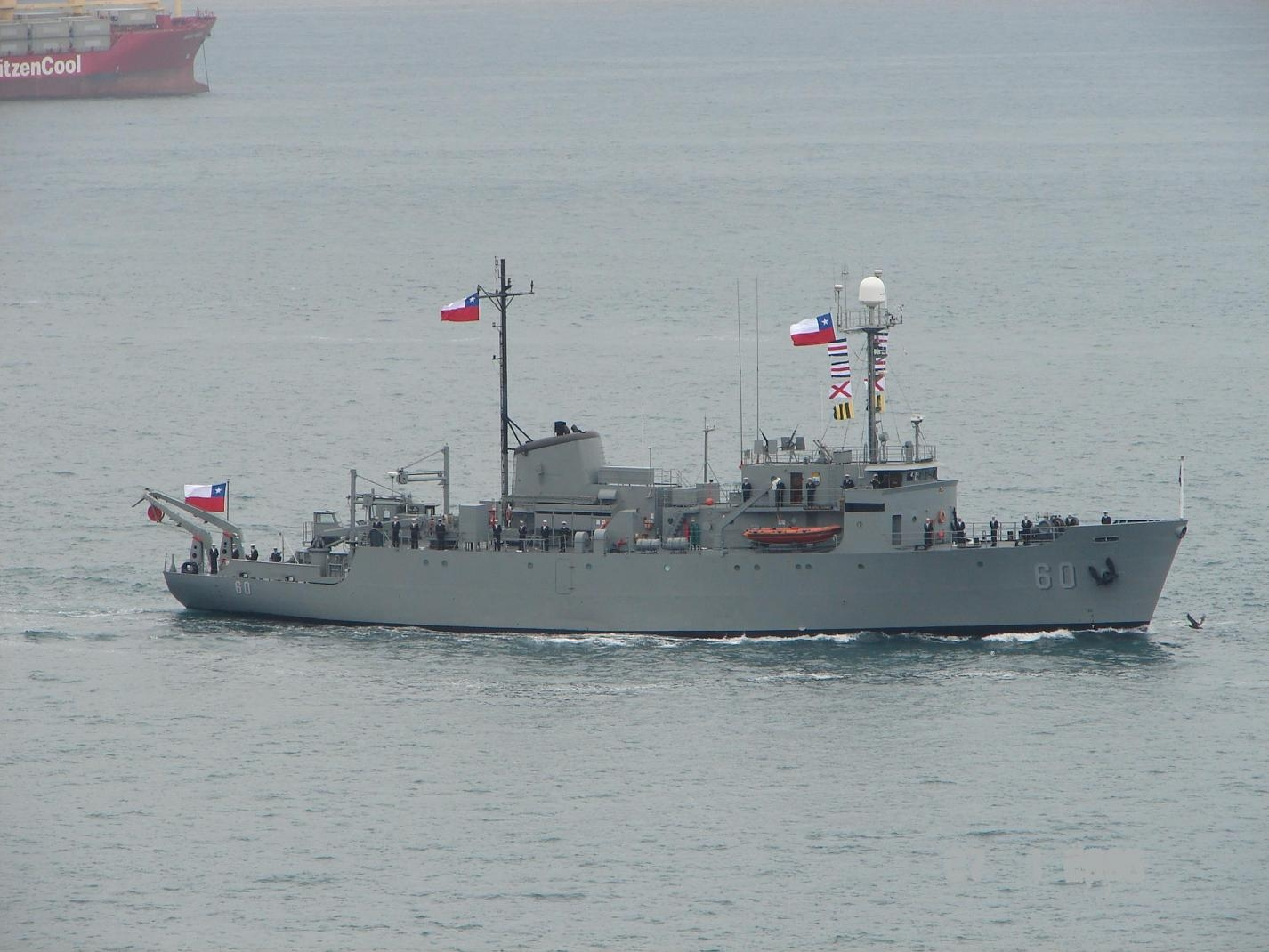
El Vidal Gormaz en navegación

El Vidal Gormaz (AGOR-60) fue un buque de investigación oceanográfica de la clase Robert D. Conrad en servicio con la Armada de Chile de 1992 a 2010. Previamente perteneció a la US Navy como USNS Thomas Washington (T-AGOR-10) de 1965 a 1992.

## Historia
Fue construido por el Marine Marinette Corporation de Marinette, Wisconsin, siendo colocada su quilla en 1963. Fue botado el casco en 1964; y fue asignado en 1965. Fue transferido a la marina de guerra de Chile en 1992 y renombrado Vidal Gormaz. Fue retirado en 2010 y fue posteriormente desguazado.